# Oscar
Oscar je moško osebno ime.

## Izvor imena
Oscar je angleško moško ime, ki je na Slovenskem poslovenjeno v Oskar.

## Pogostost imena
Po podatkih Statističnega urada Republike Slovenije je bilo na dan 31. decembra 2007 v Sloveniji 5 oseb z imenom Oscar.

## Znane osebe
- Oscar Larrauri, argentinski dirkač Formule 1
- Oscar Luigi Scalfaro, italijanski pravnik in državnik
- Oscar Wilde, angleški pisatelj